# Sondrio (provins)
Sondrio är en provins i regionen Lombardiet i Italien. Sondrio är huvudort i provinsen. Provinsen bildades när Kungariket Sardinien genom freden i freden i Zürich 1859 erhöll Lombardiet upp till floden Mincio från Kungariket Lombardiet-Venetien som tillhörde Kejsardömet Österrike.

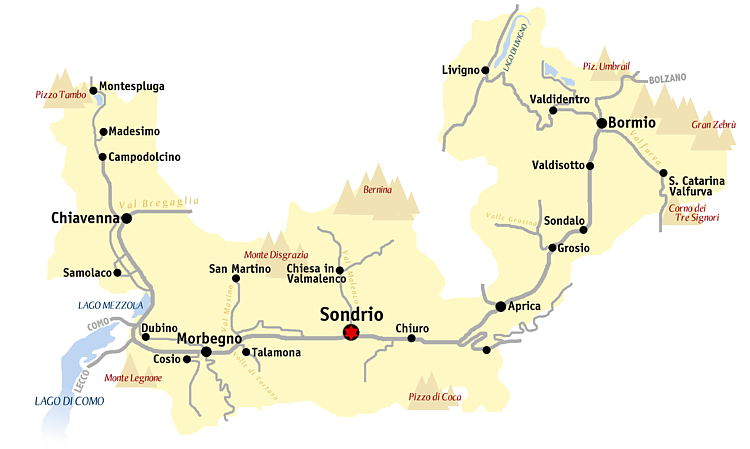
Karta över provinsen

## Världsarv i provinsen
- Rätiska järnvägar i Albula / Bernina (huvudsakligen i Schweiz), världsarv sedan 2008.

## Administration
Provinsen Sondrio är indelad i 77 comuni (kommuner). Alla kommuner finns i lista över kommuner i provinsen Sondrio.
| Datum            | Ny kommun | Kommuner som upphörde |
| ---------------- | --------- | --------------------- |
| 25 november 2015 | Gordona   | Menarola uppgick i    |